# Manasz Ordo
A Manasz Ordo (kirgizül és oroszul: Манас Ордо, IPA: [mɑnɑs ordó] magyar fordításban Manasz Horda vagy Manasz Tábor) kultúrtörténeti park és múzeum Kirgizisztánban, Talasztól 12 kilométerre északkeletre, a hegyek lábánál elterülő vadregényes Kenkol-szurdok bejáratnál. Ez a hatalmas közösségi park Manasz – az epikus kirgiz hős – sírhelyeként tisztelt 14. századi karahánida mauzóleum, a Manasz Kümböz (kirgizül: Манастын күмбөзү, IPA: [mɑnɑstɯn kymbœzy]; oroszul: Кумбез Манаса; magyarra fordítva Manasz Kupola), köré épült 1995-ben. A kirgiz kormány ebben az évben ünnepelte Manasz születésének 1000. évfordulóját, amely eseményről az ENSZ közgyűlés is megemlékezett. A terület lenyűgöző mérete hűen tükrözi Manasz legendás alakjának fontosságát. A Manasz Ordo a selyemút helyszíneinek egyike Kirgizisztánban és több emlékhellyel együtt 2010 óta szerepel a javasolt világörökségi helyszínek listáján.

## Története
A Kenkol-szurdok különféle típusú nomád emlékekben gazdag, a korai vaskortól egészen a 18. századig. A terület régészeti feltárását szovjet tudósok végezték, akik 1970-ben helyreállították Manasz mauzóleumát, majd 1976-ban állami múzeumot hoztak létre itt Manasz-eposz Irodalmi és Néprajzi Múzeum néven. Az aktív peresztrojka idején 1990-ben Manasz Állami Múzeum-rezervátummá alakult. Öt évvel később, 1995-ben kezdődött a múzeum radikális újjáépítése, amikor az 1991-óta független Kirgiz Köztársaság széles körben ünnepelte a Manasz-eposz 1000. évfordulóját. A komplexum az átalakítás után vette fel a „Manasz Ordo” nevet.

## Leírása
A Manasz Ordo nemzeti kultúrtörténeti park területe 225 hektár. Múzeum, zarándokhely, és hagyományőrző központ egyben. Nemzeti ünnepeken nagyszabású rendezvényeket és lovas játékokat tartanak itt. A mauzóleum mellett a parkban található a Manasz-eposz Múzeuma, a Manasz-tanulmányok Intézete, Manasz atya virágoskertje, egy jurta, ahol egy énekmondó manaszcsi előadásában hallható a Manasz-eposz, egy Népgyógyászati központ, továbbá a Manasz falu, egy lovas aréna, és az eposzban említett Karaulnaja-hegy, amelynek csúcsáról lenyűgöző kilátás nyílik a környező völgyre és az egész komplexumra. Emellett a szabadtéri területen ősi, hunokhoz kötődő [sako-usun] temetkezési halmok láthatóak és egy  [kenkol] temető (i. e. I. évezred vége–I. évezred első fele). A temető mellett néhány sziklarajzot is feltártak ugyanabból a korszakból. Látható még néhány balbal – sírjelző kőszobor a 6–9. századból, egyikük feliratát jenyiszeji orhon rovásírással faragták.
A hely minden eleme a kirgizek atyjaként tisztelt Manasz életéhez és tetteihez köződik, mégsem törekszik arra, hogy Manasz alakját felismerhető történelmi kontextusba helyezze. Ehelyett a legenda szellemiségét óvja, mert a kirgiz élet és kultúra különböző elemeit az eposz köti össze egy koherens egésszé. Ahogyan a kazah antropológus Chokan Valekanov írja: „Manasz története egy enciklopédikus gyűjtemény a népi mítoszokból, mesékből, legendákból, amelyek egy korszakba kerültek és egyetlen szereplő köré csoportosulnak. Életmód, szokások, hagyományok, erkölcsök, földrajz, vallási viszonyok találtak visszatükröződést ebben a nagy eposzban." A Manasz Ordo mindezek együttese.

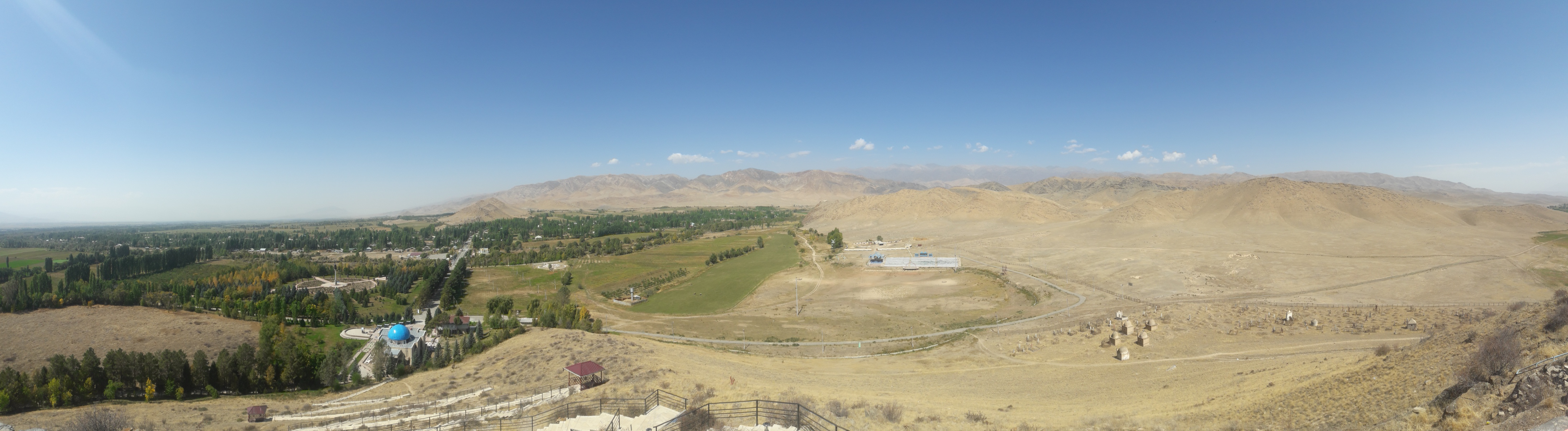
A Manasz Ordo a látképe a hegytetőről

### Manasz atya virágoskert
A tágas parkon belül van egy fákkal szegélyezett kerek rózsakert, amelyet Manasz 18 méteres talapzaton álló, hatméteres bronz szobra ural. A szobor lábával sárkányokat tipor és fojtogat, jelképezve a kirgizek védelmét.  Ezt az oszlopot a híres negyven lovas, Manasz harcosainak és támogatóinak szobrai veszik körül.

### Manasz-eposz Múzeum
A múzeum egy kétemeletes kupolás épületben kapott helyet. Az eposzról és a főhős személyének történetéről nyújt információkat. Hatalmas fa bejárata fölött a nemzetről való gondoskodás újabb szimbóluma látható: egy kőtáblán három tigris – az eposzban Manasz őrangyali – egy tündüköt, azaz a jurta kör alakú füstnyílását veszik körül.
A földszinten látható kiállítás Kirgizisztán leghíresebb énekmondóinak, a leghíresebb manaszcsiknak állít emléket, akik a mai napig megőrizték a Manasz hagyományát, valamint a térség régészeti feltárásai során fellelt történelmi emlékeket mutatja be. Az emeleten 10–14. századi műtárgyak és 19. századi ló- és tevefelszerelések között a Talasz-völgyben talált ruhák, fegyverek és használati tárgyak kiállítása látható a Manasz eposz és Dzsingisz kán korához igazodó rekonstrukciókban elhelyezve. A kiállított tárgyak között szerepel egy hatalmas páncélruha, amelyet egy óriás méretére készítettek és állítólag Manasz is viselhette volna. Emellett hatalmas, romantikus festmények ábrázolják, hogyan egyesítette Manasz egy nemzetté az egymással harcoló nomád törzseket.
A feliratok zömmel kirgiz nyelvűek – bár angol nyelvű összefoglalók is vannak –, és a hétköznapi látogató számára nehéz eldönteni, hogy melyek az eredeti műtárgyak és melyek a másolatok.

### Manasz Kümböz

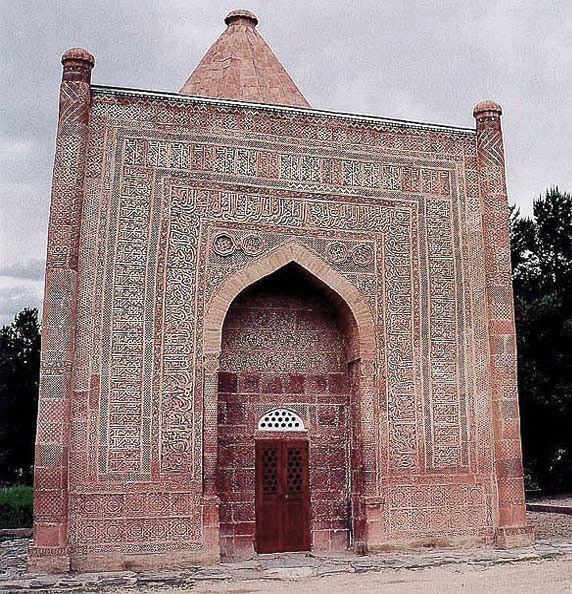
Manasz sírja

A park leghíresebb műemléke a mauzóleum, amelyet 1989-ben fedeztek fel. Neve kümböz az iszlám előtti perzsa építészetben megjelenő kupolás vagy kúptetős temetkezési toronyra utal, türk megfelelője a türbe.
A régészeti feltárások 1334 körülire datálják az építményt, amit azóta kétszer állítottak helyre. A mauzóleum érdekes architektúrájú, körülbelül 11 méter magas és 50 négyzetméteres, egykamrás kocka alakú építmény; mennyezete két kupolával – egy félgömb alakú belső- és külső, bordás, csúcsos kupolával – borított. Kis mérete ellenére fenséges megjelenésű. Vörös téglából épült, három oldala sima, a homlokzat és a lándzsás bejárati fülke teljes felületét faragott agyagmozaik borítja, kirgiz minták és arab feliratok díszítik.
Az egyik felirat ősi kufikus írással – „Allahé a hatalom" –; a másik díváni felirat alapján az építmény a Csagatáj Kánság egyik hercegnőjének – "...a nők leghíresebbjének, Kenizek-Khatunnak, Abuka emír lányának" – sírhelye.
Egy híres legenda úgy tartja, hogy Manasz felesége, Kanikej buharai és szamarkandi mestereket hívatott, hogy elhunyt férje emlékére méltó sírhelyet építsenek. A sírra pedig kifejezetten azért írták egy lány nevét, hogy megvédjék a feldúlástól, megtévesszék Manasz ellenségeit és a rablókat. A kirgiz hagyomány alapján tehát Manasz nyugszik itt.
Valójában a sír kinyitásakor a régészek egy közel két méter magas férfi maradványait találták meg, nem pedig egy nő csontvázát. A régészeti kutatások elvégzése után a tudósok arra a következtetésre jutottak, hogy a mauzóleum 1334-es megépítése óta hosszú ideig temetkezési hely volt. A halottakat a sír padlója alatti koporsóba temették, idővel, amikor a régi sírok elpusztultak, újabb került a helyükre. Az építmény belső falaira a Sáhnáme eposz jeleneteit festhették.
Érdekes a mauzóleum melletti lapidárium is, ahol számos különböző korszakból származó balbal, sziklarajz és kőeszköz található.